# Oportunidad comercial
Oportunidades Comerciales son todas aquellas demandas de un producto o servicio específico que principalmente la Sección Económica y Comercial de las Embajadas detectan en el exterior. Pueden ser localizadas también por el trabajo de estudios de mercado realizados por Consultoras en Comercio Exterior.
En la oportunidad comercial se indica la denominación del producto que se requiere, la posición
arancelaria, la cantidad y las especificaciones técnicas y se identifica la empresa extranjera que lo solicita. En el contacto con el potencial importador, se le pide la mayor cantidad de especificaciones posibles con relación al producto que requiere.